# Cerkev sv. Andreja, Hrastov Dol
Cerkev svetega Andreja je podružnična cerkev župnije Šentvid pri Stični, ki stoji sredi vasi Hrastov Dol ob vaški mlaki.

## Opis
Cerkev. Sv. Andreja v Hrastovem Dolu leži na sredini vasi ob vaški mlaki. Sam Hrastov dol se prvič omenja tako kot Dob pri Šentvidu leta 1145 kot ena izmed stiških posesti. Ustno izročilo pripoveduje, da so cerkev postavili lovci, ki so imeli ob mlaki lovsko kočo. Sicer pa se cerkev prvič omenja leta 1643, vendar je verjetno starejša, kar se lahko sklepa na podlagi kipa sv. Andreja, ki je iz prve polovice 15. stoletja. Sedanja podoba je nastala še pred koncem 17. stoletja. Kakovostne izdelave sta pozlačena stranska oltarja iz druge polovice 17. stoletja.